# Vivant Lacour
Vivant Lacour est un homme politique français, maire de Saint-Nazaire de 1919 à 1925.

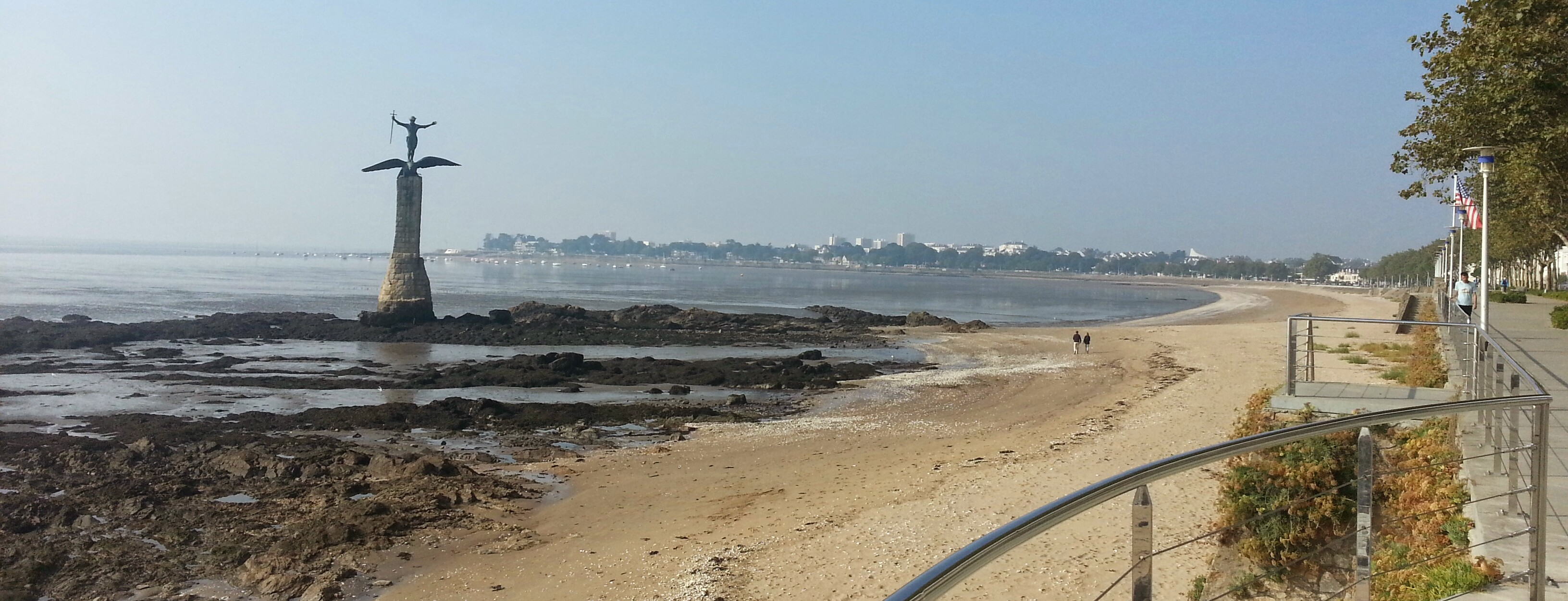
Mémorial de la Liberté, en souvenir du débarquement américain de 1917

Sous son mandat est érigé un monument américain commémorant le débarquement de l'armée américaine en 1917.

## Distinctions
- Chevalier de la Légion d'honneur (14 janvier 1922)[1]
- Officier d'académie
- Chevalier de l'ordre du Mérite agricole